# Classe Henrique Dias
La Classe Henrique Dias (ou Brazilian class trawler en anglais) est une classe de grands chalutiers militaires  construite au Brésil pendant la Seconde Guerre mondiale pour la Royal Navy.

## Histoire
En 1941, la Royal Navy avait passé commande de six chalutiers militaires pour la lutte anti-sous-marine auprès d'un chantier brésilien. 

En 1942, le Brésil entrant en guerre, les navires en constructions leur furent cédés. Étant de grande taille cette classe  est reclassifié comme corvette et servit comme patrouilleurs côtiers à la Marine brésilienne.

## Les unités
- Barreto de Menezes (F 6) : 1944-54
- Felipe Camarao (F 2) : 1943-53
- Fernandes Vieira (F 1) : 1943-52
- Henrique Dias (F 3) : 1943-59
- Matias de Albuquerque (F 4) : 1943-52
- Vidal de Negreiros (F 5) : 1944-59